# (58534) Logos
(58534) Logos, planetoida krążąca w pasie Kuipera.

## Odkrycie i nazwa
Obiekt transneptunowy (58534) Logos został odkryty 4 lutego 1997 roku w obserwatorium astronomicznym na Mauna Kea (Hawaje). Asteroida ta nosiła najpierw prowizoryczne oznaczenie (58534) 1997 CQ29, nim została nadana jej nazwa właściwa, która wywodzi się z gnostycyzmu.

## Orbita
Orbita planetoidy (58534) Logos nachylona jest pod kątem 2,9˚ do ekliptyki, a jej mimośród wynosi 0,12. Ciało to krąży w średniej odległości 45,03 j.a. wokół Słońca. Peryhelium orbity znajduje się 39,71 j.a., a aphelium 50,35 j.a. od Słońca. Na jeden obieg Słońca asteroida ta potrzebuje ponad 302 lata. Obiekt zaliczany jest do cubewano.

## Właściwości fizyczne
Jest to ciało o średnicy szacowanej na 80 km. Absolutna wielkość gwiazdowa (58534) Logos to 6,6m. Albedo tego obiektu jest wysokie, sięga 0,45, temperatura zaś bardzo niska – ok. 37 K.
Po odkryciu księżyca tej planetoidy obliczono przybliżoną masę Logosa, która wynosi 2,7×1017 kg, średnia gęstość zaś jest bardzo niska – 1,0 g/cm³. 

## Towarzysz „Zoe”
17 listopada 2001 roku za pomocą teleskopu Hubble’a dostrzeżono towarzysza Logosa – Zoe (oznaczony pierwotnie S/2001 (58534) 1). Odkrywcami byli: K. S. Noll, D. C. Stephens, W. M. Grundy, J. Spencer, R. L. Millis, M.W. Buie, D. Cruikshank, S. C. Tegler i W. Romanishin. Zoe jest niewiele mniejszy od Logosa, ma średnicę szacowaną na 66 km, obiega wraz z większym towarzyszem wspólny środek masy w zmiennej odległości od jej centrum (od 4405 do 11 614 km) w czasie 312±3 dni. Ekscentryczność orbity Zoe to 0,45±0,03. Obliczono, iż jego masa sięga 1,5±0,2×1017 kg.
Układ Logosa i Zoe jest w zasadzie planetoidą podwójną.